# Michael Browne
Michael Browne, al secolo David (Grangemockler, 6 maggio 1887 – Roma, 31 marzo 1971), è stato un cardinale e arcivescovo cattolico irlandese, maestro generale dell'Ordine dei predicatori dal 1955 al 1962.

## Biografia
Nacque a Grangemockler (nella contea di Tipperary) il 6 maggio 1887, in una famiglia i cui membri si distinsero in diversi ambiti della cultura irlandese. In particolare, il più celebre dei fratelli fu Patrick (Pádraig de Brún), autore di numerose opere in gaelico d'Irlanda.
La nipote Máire ne parla in più punti del suo libro di memorie familiari, e in particolare ricorda che fu prostrato da un grave esaurimento nervoso quando il papa Pio XII, di cui era intimo collaboratore, in seguito ad un equivoco, interruppe ogni rapporto con lui. Impietosito dalla sua umana sofferenza, papa Giovanni XXIII lo elevò poi al rango di cardinale nel concistoro del 19 marzo 1962.
Il 14 settembre 1904 entrò nell'Ordine dei frati predicatori. Dopo aver studiato al Rockwell College andò a Roma ed entrò nel convento domenicano di San Clemente. Si iscrisse poi all'Università di Friburgo e venne ordinato sacerdote il 21 maggio 1910. Entrò poi nel convento di Tallaght dove divenne maestro dei novizi fino al 1919 e nel frattempo divenne professore della Pontificia Università San Tommaso d'Aquino a Roma di cui divenne il rettore dal 1932 al 1941, e dal 1951 al 1955 divenne Magister Sacri Palatii.
L'11 aprile 1955 divenne maestro generale dell'Ordine dei predicatori, incarico che resse fino al 1962. Dopo essersi dimesso infatti venne nominato cardinale diacono con il titolo di San Paolo alla Regola il 19 marzo 1962 da papa Giovanni XXIII e il 19 aprile venne consacrato arcivescovo titolare di Idebesso dallo stesso Giovanni XXIII.
Partecipò al Concilio Vaticano II, schierandosi con l'ala conservatrice del Coetus Internationalis Patrum.
Morì a Roma il 31 marzo 1971 all'età di 83 anni. Fu sepolto nel convento di Tallaght.

## Genealogia episcopale
La genealogia episcopale è:
- Cardinale Scipione Rebiba
- Cardinale Giulio Antonio Santori
- Cardinale Girolamo Bernerio, O.P.
- Arcivescovo Galeazzo Sanvitale
- Cardinale Ludovico Ludovisi
- Cardinale Luigi Caetani
- Cardinale Ulderico Carpegna
- Cardinale Paluzzo Paluzzi Altieri degli Albertoni
- Papa Benedetto XIII
- Papa Benedetto XIV
- Papa Clemente XIII
- Cardinale Bernardino Giraud
- Cardinale Alessandro Mattei
- Cardinale Pietro Francesco Galleffi
- Cardinale Filippo de Angelis
- Cardinale Amilcare Malagola
- Cardinale Giovanni Tacci Porcelli
- Papa Giovanni XXIII
- Cardinale Michael Browne, O.P.